# 김철호 (1995년)
김철호(한국 한자: 金喆鎬, 1995년 10월 25일 ~)는 대한민국의 축구 선수로서 포지션은 골키퍼이다. 현재 K4리그의 고양 해피니스 FC 소속이다.

## 클럽 경력

### FC 서울
2014년 FC 서울에 입단하였다.

### 교토 상가 FC
2018년 1월 9일 J2리그의 교토 상가 FC로 이적했다.

## 경력 목록

### 선수 경력
- 2014년 - 2017년  FC 서울
- 2018년 - 현재  교토 상가 FC

## 수상

### 클럽

#### FC서울
- K리그 클래식
  - 우승 1회 : 2016